# Trochosa garamantica
Trochosa garamantica là một loài nhện trong họ Lycosidae.
Loài này thuộc chi Trochosa. Trochosa garamantica được Lodovico di Caporiacco miêu tả năm 1936.